# Rafael Cadenas
Rafael Cadenas (Barquisimeto, 1930. április 8.–) venezuelai költő és esszéista. Sok éven át az Universidad Central de Venezuela oktatója volt. Megkapta a Nemzeti Irodalmi Díjat (1985), a Guadalajara Nemzetközi Irodalmi Díjat (Mexikó, 2009), a García Lorca-díjat (2015) és a Cervantes-díjat (2022), ami a legjelentősebb spanyol nyelvű irodalmi díj.

## Életrajz
Cadenas 1946-ban első könyvét szülővárosában, Barquisimetoban adta ki. Perez Jimenez diktatúrája miatt Trinidadba menekült, ahol 1957-ig száműzetésben élt.
Cadenas fiatalkorában kommunista volt. Ettől az ideológiától azonban az évek során elhatárolódott. 2020-ban az El País című újságnak kijelentette: "minden ideológiával az a probléma, hogy ez már megtörtént, ami gátolja a szabad gondolkodást." Nicolás Maduro kormánya tartózkodott attól, hogy gratuláljon Cadenasnak, amikor elnyerte a Cervantes-díjat. Cadenas ekkor kijelentette: „Nem kaptam gratulációt, és nem is várok rá. Nem értek egyet a rezsimmel, de nem veszek részt a politikában sem.

## Munka

### Versek
- Cantos iniciales (1946)
- Una isla (1958)
- Los cuadernos del destierro (1960, 2001)
- Falsas maniobras (1966)
- Intemperie (1977)
- Memorial (1977) (2007)
- Amante (1983). Amante (2002). Amant (2004), «Amante» . Lover (2004, 2009)
- Dichos (1992)
- Gestiones (1992). Premio Internacional Juan Antonio Pérez Bonalde
- En torno a Basho y otros asuntos (2016)
- Contestaciones (2018)

### Esszék
- Literatura y vida (1972)
- Realidad y literatura (1979)
- Apuntes sobre San Juan de la Cruz y la mística (1977, 1995)
- La barbarie civilizada (1981)
- Anotaciones (1983)
- Reflexiones sobre la ciudad moderna (1983)
- En torno al lenguaje (1984)
- Sobre la enseñanza de la literatura en la Educación Media (1998)